# 岩口留男
岩口 留男（いわぐち とめお、1954年4月30日 - ）は、福井県出身の元競艇選手。
登録番号2782（40期）。福井支部所属。
身長163cm。血液型A型。
兄は「あんちゃん」こと競艇選手の岩口昭三。

## 来歴
1976年に40期生としてデビューし、同期には水野要・松尾辰雄・藤井定美・難波茂・西和則らがいる。
1997年は8月24日の三国「一般競走」（5号艇6コースからまくり差し）、11月5日の津「一般戦」（4号艇4コースから差し）、同18日の宮島「一般競走」（3号艇3コースからまくり）と年間3優勝を決める。
2000年2月14日の大村「一般戦競走」で3号艇3コースからまくりを決めて最後の優勝を飾り、2003年に尼崎での「第4回競艇名人戦競走」で兄弟揃って初めてのGI戦出場を果たす。
2007年6月29日の尼崎一般戦「日刊スポーツ杯争奪第18回伊丹選手権競走」初日1Rで4コースからまくりを決めて通算1000勝を達成すると、同年11月12日の大村一般戦「BOAT BOY杯」では最後の優出を果たし、6号艇6コース進入で結果は4着であった。
2011年10月26日の三国一般戦「かんなづき第2戦」初日2Rで最後の勝利（2号艇2コース進入）、同年12月11日の三国一般戦「WBAスーパーフライ級チャンピオン 清水智信杯」最終日10Rが最後の出走（5号艇5コース進入で3着）となった。同年引退。

## 人物・エピソード
- 好きな競艇場は「食事がうまいから」という理由で唐津、嫌いな競艇場は「水面の流れがあるから」という理由で江戸川であった。
- 座右の銘は「努力」